# Gurkha
|  | Dieser Artikel oder Abschnitt wurde wegen inhaltlicher Mängel auf der Qualitätssicherungsseite der Redaktion Geschichte eingetragen (dort auch Hinweise zur Abarbeitung dieses Wartungsbausteins). Dies geschieht, um die Qualität der Artikel im Themengebiet Geschichte auf ein akzeptables Niveau zu bringen. Dabei werden Artikel gelöscht, die nicht signifikant verbessert werden können. Bitte hilf mit, die Mängel dieses Artikels zu beseitigen, und beteilige dich bitte an der Diskussion! |

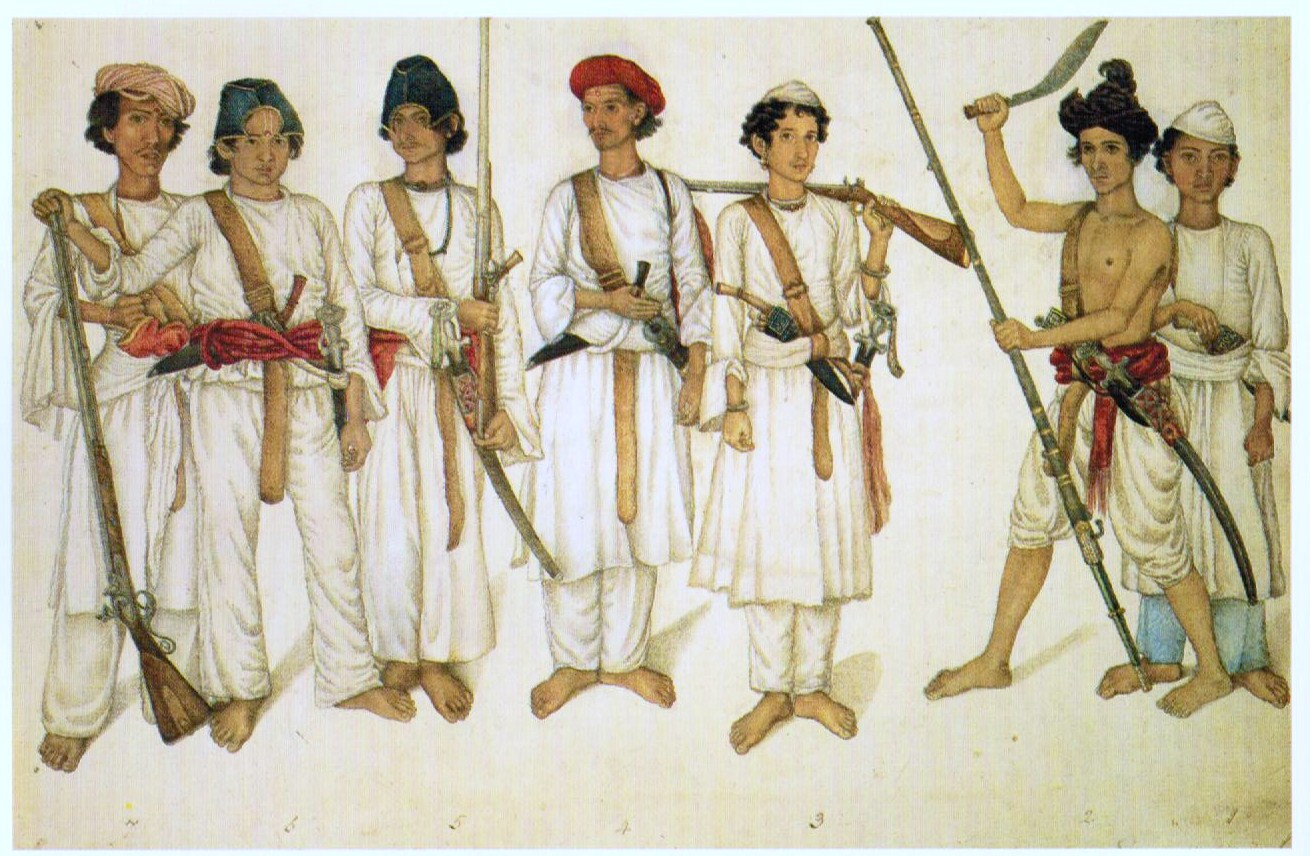
Gurkha-Soldaten 1815

Gurkhas sind nepalesische Soldaten im Dienst der British Army und der indischen Streitkräfte, in denen sie eigene Verbände und Einheiten bilden. Die Armee von Brunei verfügt mit der „Gurkha Reserve Unit“ ebenso wie die Polizei von Singapur mit dem „Gurkha Contingent“ über Gurkhas.
Die Briten und Singapurer rekrutieren ihre Gurkhas gemeinsam, hauptsächlich aus Bergvölkern tibetobirmanischer Herkunft (Gurung, Magar, Tamang, Limbu, Rai). Die Inder nehmen auch andere Nepali-Ethnien auf.

## Geschichte

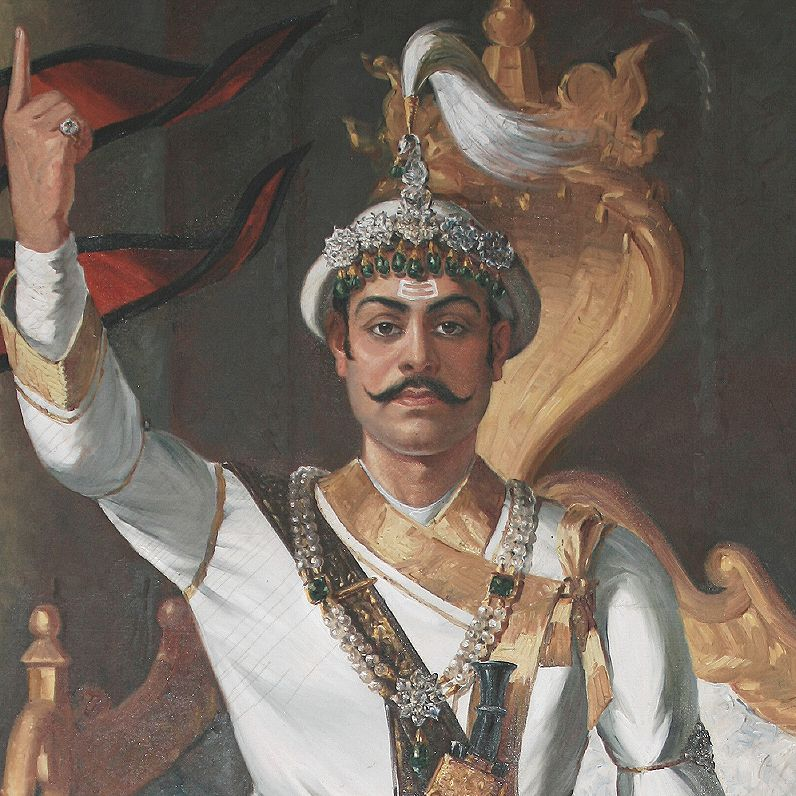
Khas Thakuri (Rajput) König Prithvi Narayan Shah des Königreichs Gorkha, Gründer und Einiger des modernen Königreichs Nepal.

Großbritannien erhielt durch den Protektoratsvertrag von 1816 mit dem Königreich Gorkha (heutiges Nepal) das Recht, für die Armee der Britische Ostindien-Kompanie und später die Britisch-Indische Armee Nepali-Söldner zu rekrutieren. Hieraus leitet sich die englische Bezeichnung „Gurkhas“ ab. Die Gurkhas galten als zäh und genügsam und kämpften in vielen Teilen des Empire, im Ersten Weltkrieg z. B. auch in den Schützengräben der Champagne.
In der folgenden Zeit kämpften Gurkhakrieger im Dienste des Vereinigten Königreiches in jedem britischen Krieg. Mit der Zeit entstanden zehn stehende Gurkha-Regimenter mit jeweils zwei Bataillonen, die zum größten Teil in Indien stationiert waren. Die meisten dieser Gurkha stammten von den Stämmen der Magar und Gurung, es gab aber auch Sunuwars und Rais aus dem Osten Nepals und aus Khasa im Westen. Für die jeweiligen Kriege wurden die benötigten Kontingente von diesen Gurkha-Truppen abgezogen und in das Kriegsgebiet entsandt, beispielsweise 1903, als Gurkha-Einheiten in Somalia eingesetzt wurden.

### Einsatz in den Weltkriegen

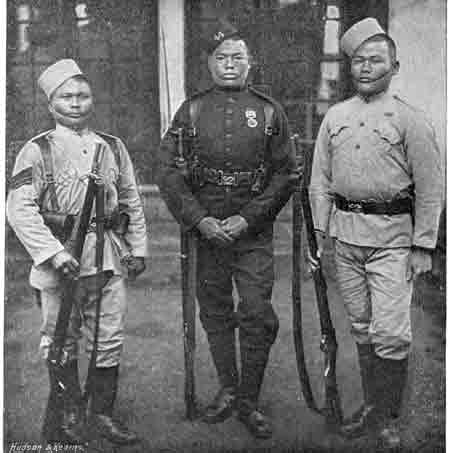
Gurkha-Soldaten (24. Juli 1896)

Als der Erste Weltkrieg ausbrach, konnte eine schnelle und umfassende Heeresvermehrung der Briten nur über die Kolonialarmeen erfolgen. Zum ersten Mal nach dem Sepoy-Aufstand wurden wieder größere Zahlen von Gurkhas rekrutiert. Am Ende des Krieges kämpften 114.000 Gurkhas und damit fast die gesamte kriegstaugliche männliche Bevölkerung auf der Seite des Vereinigten Königreichs. Vor allem wurden diese gegen die Osmanen eingesetzt, kämpften aber auch an der Westfront in Frankreich und an abgelegenen Fronten wie Afghanistan, wo in der Folge des Krieges Aufstände ausbrachen, für deren Niederschlagung die Briten keine sonstigen Truppen erübrigen konnten.
Besonders zeichneten sich die 8. Gurkha Rifles in Flandern aus, die gegen eine überlegene deutsche Division kämpften und deren Offensive im Alleingang aufhielten. Dabei wurde der Verband jedoch aufgerieben, da sich niemand ergab und es auch keine Desertion gab. Die 6. Gurkha Rifles waren der einzige alliierte Verband, der es bei Gallipoli schaffte, in die türkischen Linien auf den Hügeln einzubrechen und einen dieser Hügel auch gegen massivste türkische Gegenangriffe zu halten.
Zwei Gurkhas erhielten im Ersten Weltkrieg das Victoria-Kreuz: Kulbir Thapa im November 1915 für einen Einsatz in Frankreich und Karnabahadur Rana im Juni 1918 für einen Einsatz in Ägypten.
In den Jahren vor dem Zweiten Weltkrieg hielten die Gurkha-Truppen an vielen Stellen des britischen Empire dessen Herrschaft aufrecht, da das Vereinigte Königreich durch den vorangegangenen Krieg sehr geschwächt war und man wieder nur eine geringe Truppenstärke aus Berufssoldaten unterhielt.
Während des Zweiten Weltkrieges stieg die Zahl der eingesetzten Gurkha-Soldaten auf 250.000 an, es wurden insgesamt 45 Bataillone aufgestellt, die vor allem gegen Japan zum Einsatz kamen. Bei ihren Einsätzen in Burma und Malaysia zeigte sich, dass die Gurkhas hervorragende Dschungelkämpfer waren. Sie waren unter anderem in Nordafrika, Italien, Malaya und bei den Chindits in Birma im Einsatz. Die Gurkhas kamen auch in Afrika, Tunesien, Griechenland und Italien zum Einsatz, wo sie sich mehrmals gegen deutsche Eliteverbände bewährten. Am bekanntesten ist dabei die Schlacht um Monte Cassino, wo die Briten im Wissen um die Präsenz deutscher Fallschirmjäger die Gurkhas an die Spitze stellten. Zehn Gurkhas wurden mit dem Victoria-Kreuz ausgezeichnet.

### Einsätze nach 1945
Bei der Teilung Indiens und seiner Unabhängigkeit wurden die noch bestehenden Gurkhaverbände zwischen Indien und dem Vereinigten Königreich aufgeteilt. Dabei erhielten die Briten mit dem 2., dem 6., dem 7. und dem 10. Regiment vier Gurkha-Regimenter mit jeweils zwei Bataillonen. Diese tragen jeweils den Namen Gurkha Rifles. Dazu gibt es Unterstützungseinheiten, wie eigene Fernmelder und Transporteinheiten. Die von der Indischen Armee übernommenen sechs Gurkha-Regimenter (umbenannt in Gorkhas) kämpften bald gegen Pakistan im Kaschmir-Konflikt und bewährten sich auch dort. Auch im Indisch-Chinesischen Grenzkrieg standen die Gurkhas auf indischer Seite. Heute dienen ca. 40.000 Nepali in Gorkha-Einheiten der indischen Armee.
Auf der britischen Seite kämpften die Gurkhas in den Kolonialkriegen, die auf den Zweiten Weltkrieg folgten, da sie sich als Dschungelkämpfer bewährt hatten. Alle Verbände kämpften in Brunei, Indonesien, in Malaysia und Sarawak. Gurkhas wurden auch erstmals als Blauhelme im Zypernkonflikt eingesetzt, wenn auch nur in geringer Anzahl. Bei den Kämpfen um Sarawak wurde dem Gurkha Ram Bahadur Limbu das 13. Victoria-Kreuz für die Gurkhas in einem Jahrhundert verliehen. Nach dem Zerfall des britischen Weltreichs wurden die zweiten Bataillone der Regimenter nach und nach aufgelöst:
- am 19. September 1968 das 2. Bataillon, 10th Princess Mary’s Own Gurkha Rifles
- am 16. Juni 1969 das 2. Bataillon, 6th Queen Elizabeth’s Own Gurkha Rifles
- am 31. Juli 1970 das 2. Bataillon, 7th Duke of Edinburgh’s Own Gurkha Rifles
- am 14. September 1992 das 2. Bataillon, 2nd King Edward VII’s Own Gurkha Rifles

Am 1. Juli 1994 wurden die vier Regimenter zum Royal Gurkha Rifles Regiment fusioniert. Am selben Tag fusionierten das 1. Bataillon, 2nd King Edward VII’s Own Gurkha Rifles mit dem 1. Bataillon, 6th Queen Elizabeth’s Own Gurkha Rifles zum 1. Bataillon, Royal Gurkha Rifles. Das 1. Bataillon, 7th Duke of Edinburgh’s Own Gurkha Rifles wurde zum 2. Bataillon, Royal Gurkha Rifles und das 1. Bataillon 10th Princess Mary’s Own Gurkha Rifles zum 3. Bataillon, Royal Gurkha Rifles. Das 3. Bataillon wurde am 26. November 1996 mit dem 2. Bataillon fusioniert.
Nach der Übergabe Hongkongs wurde ein Gurkha-Bataillon in Aldershot in England stationiert und als Fallschirmjägereinheit ausgebildet und verstärkt die 16 Air Assault Brigade, während das andere alternierend in Brunei stationiert ist.
Nach dem Falklandkrieg kam im Vereinigten Königreich die Diskussion auf, ob man sich diese Relikte aus der Vergangenheit überhaupt noch weiter leisten sollte. Schließlich sei ja die Hauptaufgabe der Friedenseinsatz und die Gurkhas seien von ihrer Einstellung und ihren Fähigkeiten her einfach nicht mehr modern. Außerdem verursachten sie zusätzliche Kosten, während man umgekehrt genug eigene britische Truppen für alle Aufgaben hätte. Die Diskussion kam wieder bei der Übergabe der Kronkolonie Hongkong auf, womit nach Meinung vieler Briten die Gurkhas ihre Existenzberechtigung verloren hätten und die Gurkha Fieldforce abziehen musste. Im folgenden Zweiten Golfkrieg kamen die Gurkhas jedoch erstmals seit dem Falklandkrieg wieder zum Einsatz, hatten aber kaum Feindberührung.
Gurkhas wurden in kleinen Gruppen auch in Bosnien eingesetzt sowie zeitweilig im Kosovo und in Osttimor. Man versprach sich durch sie eine enorme Kampfverstärkung. Im Dritten Golfkrieg kam es wieder zu einem größeren Einsatz für die Gurkhas, aber wieder wurden nicht alle Einheiten eingesetzt, und abgesehen von einigen kleineren Scharmützeln und Schießereien waren sie in wenige Gefechte verwickelt, was auch mit der relativ ruhigeren Lage im „britischen Teil“ des Iraks zusammenhing.

### Jüngste Entwicklungen

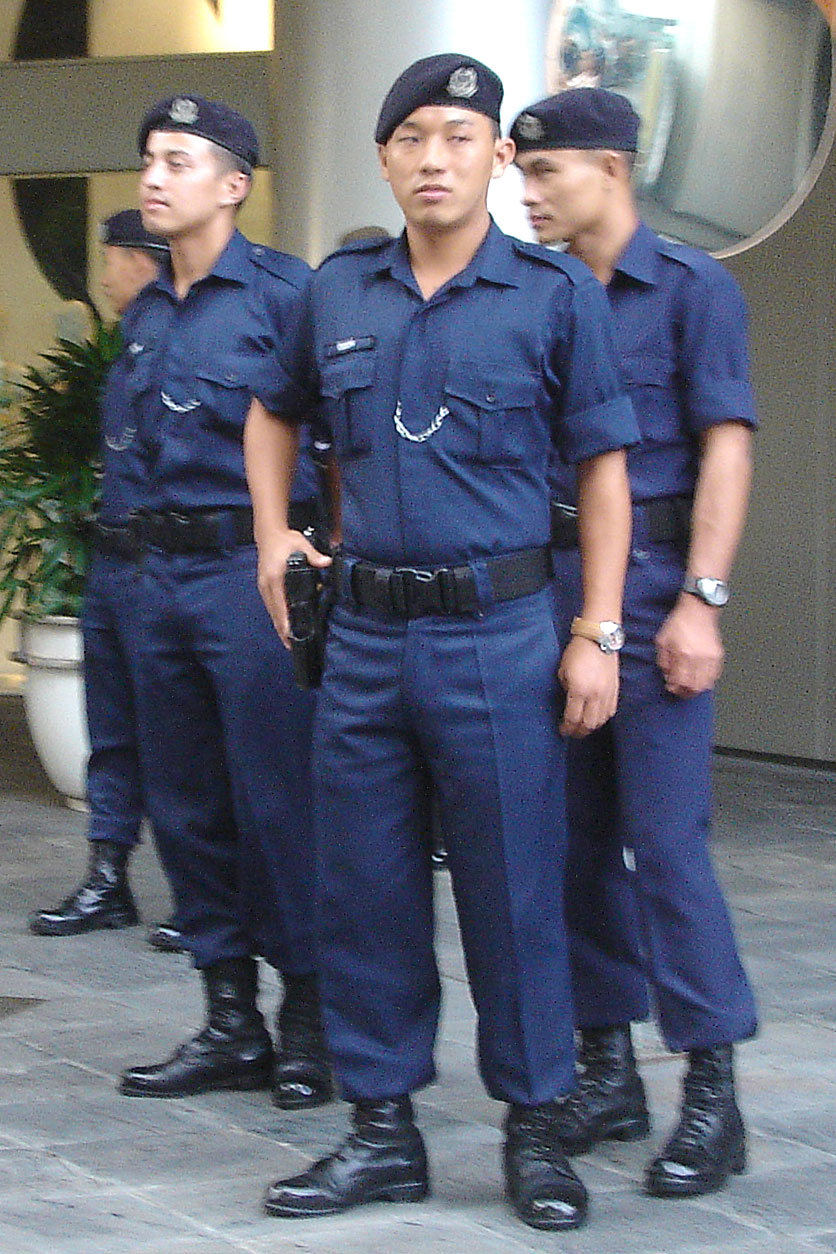
Gurkhas der Polizei von Singapur

1995 wurden einige Kompanien des Regiments The Royal Gurkha Rifles (RGR) als Teil der IFOR in Bosnien eingesetzt, unterstützt von Einheiten der Queen's Gurkha Signals (Fernmelder) und des Queen's Gurkha Transport Regiment.

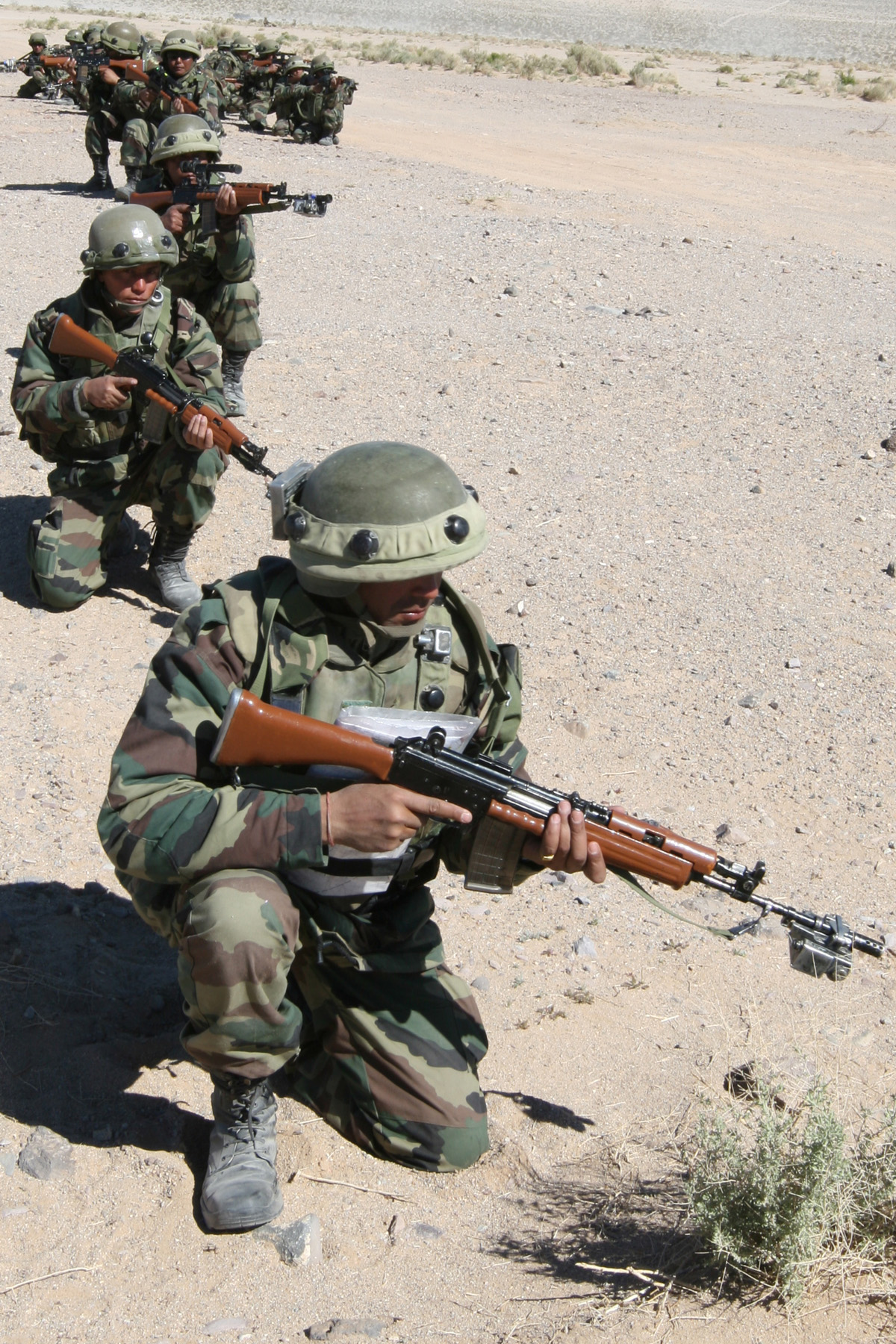
Gurkhas in Diensten der indischen Armee während der Ausbildung (2008)

Wie bei allen Einheiten Europas stieg auch bei den Gurkhas der Anteil in Unterstützungstruppen immer weiter an, während die Kampftruppen zurückgefahren wurden. Ab 1990 hatte die Britische Armee ein zunehmendes Rekrutierungsproblem für britische Verbände, während bei den Gurkhas zu viele Bewerber vorhanden waren. Daher wurden verschiedene Kompanien aus dem Royal Gurkha Rifles Regiment herausgelöst und anderen britischen Verbänden unterstellt, um deren Sollstärke und Kampfkraft aufrechtzuerhalten.
Kompanieweise dienen Gurkhas beim 1. Bataillon The Royal Scots, dem 1. Bataillon The Princess of Wales Royal Regiment (1 PWRR) und dem 2. Bataillon des The Parachute Regiment (2 PARA). Zusätzlich wurden 1994/95 im Infantry Training Centre in Wales zwei weitere Kompanien aufgestellt, die als Übungsgegner an der Royal Military Academy Sandhurst und an der Infantry Battle School in Brecon agieren, und dafür die Kampftruppen weiter abgebaut.
1995 waren 4.100 Gurkhas zusammen mit 1.600 britischen Soldaten in Hongkong stationiert.
1997 wurden große Teile des 1 PWRR in Zaire eingesetzt und mit ihnen auch die angegliederten Gurkhas.
1998 waren die Gurkhas des Royal Gurkhas Rifles Regiment wieder in Bosnien aktiv.
1999 waren Teile des 1. Bataillon der Royal Gurkha Rifles und die Airborne Gurkhas mit die ersten britischen Truppen im Kosovo. Die 5th Airborne Brigade hatte dabei eine diffizile Operation zu bewältigen, sie sollte einen Flugplatz sichern, auf dem wenige Minuten zuvor russische Fallschirmjäger gelandet waren. Es kam in der Folge fast zu einer Auseinandersetzung zwischen den Gurkhas und den Russen.
Derweilen wurde das 2. Bataillon der Royal Gurkha Rifles von Brunei aus nach Osttimor verbracht und operierte dort unter australischem Kommando.
Im Jahr 2000 war die C Kompanie der 2 PARA, die man für diesen Einsatz an das 1. Bataillon The Parachute Regiment angliederte, in Sierra Leone und dort die erste britische Truppe in Freetown und Speerspitze der Operation. Die Gurkhas drängten dabei mit enormen Tempo vorwärts. Anfänglich zielte die Operation nur auf die Evakuierung von Zivilisten aus einem Kriegsgebiet (Non-combatant Evacuation Operation). Die Erfolge der Gurkhakompanie und die allgemeine Lage machten dann daraus eine Peace Support Operation.
Am 6. Juni 2000 hielt das gesamte 1. Bataillon des Royal Gurkha Rifles Regiment eine Parade vor dem Prince of Wales ab. Das Bataillon wurde danach von Church Crookham nach Shorncliffe in Kent verlegt.
Derweil wurden die Gurkhas auf dem Balkan durch zwei Kompanien, die an 1 PWRR und The Royal Scots angegliedert sind, abgelöst. Im folgenden Jahr wechselte das 1. Bataillon das 2. Bataillon in Brunei ab, während dieses nach Shorncliffe verlegte. Bei diesem Wechsel wurde ein umfangreiches Manöver in Belize unternommen.
Im Jahr 2001 war dann die C Kompanie (die am häufigsten eingesetzte Gurkha Kompanie überhaupt) in Mazedonien als Teil der „Task Force Harvest“ eingesetzt. Im Dezember 2001 ging dann die C Kompanie mit dem 2. Bataillon The Parachute Regiment nach Afghanistan ab. Im Frühjahr 2002 war sie unter den ersten Truppen, die Kabul erreichten.
Im Februar 2003 wurden Teile des Queen's Own Gurkha Logistic Regiment, der Queen's Gurkha Signals und der Queen's Gurkha Engineers im Nahen Osten stationiert, um dort mit den anderen Truppen militärisches Drohpotential gegen Saddam Hussein zu bewirken. Die entsprechenden Gurkha Kampftruppen zogen dann mit dem 1. Bataillon Royal Irish Regiment und als Teil der 16. Air Assault Brigade mit an den Golf und nahmen mit diesen Einheiten dann auch am später folgenden Krieg teil.
Im März 2003 wurde eine Kompanie des 2 RGR wieder in Sierra Leone eingesetzt, um die dortigen Verbände der Operation Keeling zu verstärken. Und von 2003 auf 2004 wurden wieder Teile des 1 RGR in Bosnien eingesetzt. Eine Kompanie der Gurkhas, die an das 1. Bataillon The Highlanders angegliedert ist, wurde auf den Falklandinseln stationiert.
Bei einem Selbstmordanschlag der radikalislamistischen Taliban auf einen Kleinbus mit Gurkhas wurden am 20. Juni 2016 bei Kabul mindestens 14 getötet und acht verletzt. Die nepalesischen Soldaten waren für die Sicherung der kanadischen Botschaft bestimmt. In den Jahren bis zur Flucht des Westens aus Kabul dienten min. 35 000 Gurkha als Wachleute von Botschaften, auch der deutschen, und UN-Gebäuden. Beim Abzug des Westens wurden diese zurückgelassen, weder die Botschaften noch ihre Firmen kümmerten sich um sie. Sie waren bei privaten Sicherheitsfirmen, wie der britischen Firma Hart Security, im Fall der deutschen Botschaft, angestellt. Es gibt keine Zahlen zu toten oder verletzten Gurkha-Wachen in Afghanistan. Die nepalesischen Opfer blieben meist unerwähnt in Zeitungsberichten. Es starben mindestens rund 50, aber es können auch über 200 getötete Gurkha gewesen sein.

## Gurkhas in der heutigen britischen Armee
Erst 1866 ging man dazu über, die Rekrutierung der Gurkhas zu organisieren und Kriterien für die Einstellung festzulegen. Die Rekrutierung ist seit diesem Zeitpunkt bis heute fast gleich geblieben. Die sogenannten Gallah Wall Ahs sind für feste Rekrutierungsbezirke zuständig und halten Ausschau nach geeigneten Kandidaten. Diese Werber sind ehemalige Gurkha-Unteroffiziere und arbeiten auf Provisionsbasis, d. h., sie werden nach der Anzahl der von ihnen gefundenen Rekruten bezahlt. Nachdem es von der UN in den letzten Jahren massive Kritik daran gab, dass sehr viele Jugendliche, auch schon 14- bis 15-jährige unter den Rekruten sind, achtet man heute darauf, dass ein Mindestalter von 17 eingehalten wird. Die Gurkhas müssen sich für mindestens 15 Jahre verpflichten, es gibt aber immer noch, oder schon wieder, sehr viel mehr Bewerber als Stellen.

### Rekrutierung
Pro Jahr sind ungefähr 270 Plätze in den britischen Gurkha-Einheiten verfügbar, auf die sich etwa 25.000 Nepali bewerben. Die meisten kommen immer noch aus den Stämmen der Magar und Gurung im Westen des Landes und werden häufig in der zweiten und dritten Generation rekrutiert.
Heutzutage finden die traditionellen Besuche der Rekrutierungsoffiziere der Galla Wallahs vor Ort nur noch statt, um potentielle Bewerber zu informieren und ihnen bei der Bewerbung beim Zentrum in Pokhara zu helfen, vergleichbar den Wehrdienstberatern in Deutschland. Nur Rekruten, welche die schon hohen Grundanforderungen erfüllen, werden überhaupt zu den Vorausscheidungen, die man „Hill Selection“ nennt, zugelassen. Diese finden jedes Jahr im Herbst statt. Man prüft vor allem die Gesundheit, die Fitness und seit einiger Zeit auch die geistigen Fähigkeiten. Diejenigen, die bestehen, kommen dann zur „Central Selection“ nach Pokhara.
Der erste Test dort beschäftigt sich mit Englischkenntnissen und Grundrechenarten. Die Besten in diesem Test kommen dann als PRT (Potential Technician Recruits) zu einer Sonderausbildung, die sie dann weiter zu den Queen's Gurkha Signals oder den Gurkha Engineers führt. Dann kommt eine weitere genaue medizinische Untersuchung, bei der überraschend viele wegen zu hohen Blutdrucks und vor allem Tuberkuloseproblemen durchfallen. Dies betrifft vor allem Rekruten aus besonders armen oder abgelegenen Gebieten. So gelangen auch die Nachkommen von Gurkhasoldaten wieder leichter in den gleichen Dienst, da sie seltener krank sind.
Es folgen diverse körperliche Tests, als erstes der gewöhnliche PFT der britischen Armee, der keine besondere Hürde darstellt. Dazu kommen aber dann verschiedene zusätzliche Leistungsanforderungen und vor allem eine nepalesische Spezialität, der Doko-Lauf.
Der Doko ist ein großer Korb, den man auf dem Rücken tragen kann, und der in Nepal zum Transport von Gütern aller Art verwendet wird. Auf Bergpfaden rennen nun die Rekruten 2,5 Meilen bergauf, den Korb mit Steinen gefüllt. Ziel ist es, so schnell wie möglich hinauf zu kommen. Schon wer nur einmal stehen bleibt, wird ebenso abgelehnt wie jemand, der zu langsam ist. Durch die Vorausscheidungen und durch die sehr strenge Auswahl schon vor diesem Lauf schafft aber die überwältigende Mehrheit der Bewerber die geforderte Mindestleistung. Zwischen 1990 und 1995 sind nur drei Anwärter im Doko-Lauf durchgefallen (Quelle: Soldier Magazine). Besonders wichtig ist den Gurkhas das tabbing, ein Kurzwort für tactical advance to battle. Gemeint sind damit Gewaltmärsche mit kompletter Ausrüstung, nach denen die Soldaten dann beim Schießen und in Übungen beweisen müssen, dass sie immer noch kampffähig sind. (Siehe auch Video:"Nepal: die Heimat der gefürchtetsten Krieger der Welt").

### Ausbildung
Die erfolgreichen Rekruten werden dann vereidigt, indem sie in einer Zeremonie die britische Flagge berühren. Danach werden sie ins Vereinigte Königreich geflogen, wo sie mit der Grundausbildung beginnen. Diese dauert heute neun Monate und findet beim Infantry Training Bataillon in Catterick statt. Zu der normalen militärischen Ausbildung kommen noch Sprachtraining in Englisch und Benimmregeln. Besonderer Wert wird auf den gezielten Einzelschuss gelegt, und die Gurkhas gehen im Vergleich zu früher seit Jahren immer häufiger auf den Schießplatz.
Am Ende der Grundausbildung werden die Gurkhas dann den jeweiligen Einheiten zugeteilt; für besondere Eliten innerhalb ihrer Truppe, wie zum Beispiel die Airborne Gurkhas, muss man dann noch weitere Tests bestehen. Der Dienstkontrakt wird nicht mehr wie früher automatisch über 15 Jahre abgeschlossen, sondern erst einmal auf vier Jahre, und wird dann immer um drei Jahre verlängert, bis die 15 Jahre erreicht sind, wenn einer Verlängerung keine Gründe entgegenstehen.
Die Rekruten müssen heute, nach einer Beschwerde der UNO über die Rekrutierungspraxis in Nepal, mindestens 17 Jahre alt sein. Früher war das Mindestalter 15, die neue Grenze kam aber nicht ungelegen, die Jüngeren schafften die körperlichen Anforderungen, die erhöht worden waren, nicht mehr. Als Altersgrenze nach oben gilt 22, meist werden über 20-Jährige aber nicht mehr genommen. Der Rekrut muss auch noch mindestens 5 Fuß 2 Inch (ca. 1,57 m) groß sein und darf ein Mindestgewicht nicht unterschreiten. Ein Höchstgewicht gibt es nicht, bei den körperlichen Anforderungen der Auswahl und bei der Not in Nepal gibt es keine wirklich übergewichtigen Rekruten, so dass sich das Problem nicht stellt.
Nach der Übergabe Hongkongs hat man die klassischen Rekrutierungsmethoden und die Ausbildung wieder etwas verändert. Die Rekruten gehen zu dem Rekrutierungszentrum im Pokhara Tal. Nach sehr strengen Untersuchungen werden dort die besten Rekruten ausgesucht und nach England oder nach Brunei zur Ausbildung geschickt. Die heutige Ausbildung dauert zehn Monate am Stück, und dann gelten die Gurkhas als Gefreite mit sozusagen bestandener Grundausbildung. Heute kommt auch noch das Training für Friedensmissionen dazu.

### Gliederung
Am 1. Juli 1994 wurden die Regimenter 2. King Edward's VII Own Gurkha Rifles (The Sirmoor Rifles), 6. Queen Elizabeth's Own Gurkha Rifles, 7. Duke of Edinburgh's Own Gurkha Rifles und 10th Princess Mary's Own Gurkha Rifles zu einem größeren Verband zusammengelegt, dabei aber gleichzeitig numerisch abgebaut. Der neue Verband ist das Royal Gurkha Rifles Regiment (RGR).
Es bestand anfänglich seiner Aufstellung folgend aus drei Bataillonen, wurde aber im Rahmen weiterer Einsparungen auf zwei Bataillone reduziert. Das 1. Bataillon RGR steht in Church Crookham in Hampshire, das 2. Bataillon RGR in Brunei, wo es auf Kosten des Sultans von Brunei diesem als zusätzliche Truppe dient. In den letzten Jahren hat es sich eingebürgert, dass sich das 1 RGR vor allem aus Gurkhas aus dem Westen von Nepal rekrutiert, das 2 RGR aber vor allem aus Gurkhas aus dem Osten ihres Siedlungsgebietes.
Das jetzige Royal Gurkha Rifles Regiment hatte 2004 eine Stärke von 1.480 Gurkhas in zwei Bataillonen zu je 740 Mann. Es ist damit numerisch stärker als ein britisches Infanterieregiment, das Gleiche gilt auch für das Bataillon. Grund ist, dass sich die Truppe ursprünglich aus drei Bataillonen zusammensetzte. Jedes Bataillon war in drei Kampfkompanien und jede Kompanie in drei Züge mit einem Zugtrupp gegliedert. Die A- und B-Kompanie sind mit MILAN-Lenkraketen oder ähnlichen Panzerabwehrlenkwaffen ausgerüstet, die C-Kompanie besteht aus Sturmpionieren.
Zum Royal Gurkha Rifles Regiment, der eigentlichen Kampftruppe, kommen noch weitere Kompanien der Kampfunterstützungstruppen oder der Logistiktruppen.
Daneben verfügt die British Army über den Pionierverband Queen's Gurkha Engineers. Der Anteil der Pioniere bei den Gurkha Truppen ist heute daher relativ hoch. Die QGE bestehen aus der 69. Gurkha Field Squadron und der 70. Gurkha Field Support Squadron. Beide sind Teil des 36th Engineer Regiment und stehen bei Maidstone in Kent.
Im Jahr 2004 wurde die ehemalige Fernmeldeeinheit 246. Gurkha Signal Squadron umgegliedert. Die heutige 250. Gurkha Signal Squadron besteht aus 250 Soldaten und ist Teil des 30. Signal Regiment. Eine weitere Gurkha Signal Squadron wird gerade als Teil des 21. (Air Support) Signals Regiment aufgestellt.
Das Queen's Own Gurkha Logistic Regiment besteht aus dem Hauptquartier, der 28. Squadron und einer Ausbildungseinheit. Während die meisten Gurkha-Einheiten zahlenmäßig etwas stärker sind als ihre britischen Pendants, ist dieses Regiment kleiner und besteht aus nur noch 164 Soldaten. Es steht in den Roman Barracks in Colchester.
Zu den anderen Verbänden angegliederten Gurkha-Einheiten zählen die 10th Airborne Gurkhas. 1996 wurde sie nach dem Zweiten Weltkrieg als erste Gurkha-Fallschirmjägereinheit wieder aufgestellt. Die Luftlandetruppen waren mit der Unabhängigkeit Indiens dort verblieben. Heute bilden die Gurkhas die berühmte C-Kompanie des 2. PARA, die mit drei Zügen die Stärke einer üblichen Kompanien des Royal Gurkha Rifles Regiment aufweist. Sie ist in den letzten Jahren in Afghanistan ebenso wie im Irak eingesetzt worden. Die C-Kompanie ist erklärtermaßen keine Spezialeinheit.

### Pension und Niederlassungsrecht in GB
Die Behandlung der Gurkhas und ihrer Familien war im Vereinigten Großbritannien Gegenstand von Kontroversen, als bekannt wurde, dass Gurkhas geringere Renten erhielten als ihre britischen Kameraden und ein Teil nach Ende der Militärzeit das Land verlassen musste. Auch der Nationalitätenstatus der Gurkhas und ihrer Familien war ein Streitpunkt. Am 8. März 2007 kündigte die britische Regierung an, dass alle Gurkhas, die sich nach dem 1. Juli 1997 verpflichtet haben, eine Rente erhalten würden, die der ihrer britischen Kameraden entspricht. Darüber hinaus würden die Gurkhas nach fünf Jahren Dienst erstmals in eine andere Armeeeinheit wechseln können, und auch Frauen dürften beitreten, wenn auch nicht in Kampfeinheiten, was der Politik der britischen Armee entspricht. Das Gesetz garantierte auch das Aufenthaltsrecht im Vereinigten Königreich für pensionierte Gurkhas und ihre Familien.
Trotz der Änderungen sahen sich viele Gurkhas, die noch nicht fünf Jahre gedient hatten, um Anspruch auf eine Rente zu haben, bei ihrer Rückkehr nach Nepal mit einer Notlage konfrontiert. In einem bahnbrechenden Urteil vom 30. September 2008 entschied der Hohe Gerichtshof, dass die Politik des Innenministers, die es Gurkhas, welche die Armee vor 1997 verlassen haben, erlaubt, einen Antrag auf einen Verbleib im Vereinigten Königreich zu stellen, irrational restriktiv in ihren Kriterien ist, und hob sie auf. In Übereinstimmung mit dem Urteil des High Court verpflichtete sich das Innenministerium, alle von dieser Entscheidung betroffenen Fälle zu überprüfen.
Am 29. April 2009 wurde im Unterhaus ein Antrag der Liberaldemokraten, allen Gurkhas das gleiche Aufenthaltsrecht anzubieten, mit 267 zu 246 Stimmen angenommen. Dies war die einzige Niederlage des Antrags am ersten Tag für eine Regierung seit 1978. Am 21. Mai 2009 kündigte Innenministerin Jacqui Smith an, dass alle Gurkha-Veteranen, die vor 1997 mit mindestens vier Dienstjahren in den Ruhestand gingen, sich im Vereinigten Königreich niederlassen dürfen.

## Britische Gurkha-Einheiten von 1941 bis heute
- 2. King Edward VII's Own Gurkha Rifles (The Sirmoor Rifles) (1994 zusammengefasst zu den Royal Gurkha Rifles)
- 6. Queen Elizabeth's Own Gurkha Rifles (1994 zusammengefasst zu den Royal Gurkha Rifles)
- 7. Duke of Edinburgh's Own Gurkha Rifles (1994 zusammengefasst zu den Royal Gurkha Rifles)
- 10. Princess Mary's Own Gurkha Rifles (1994 zusammengefasst zu den Royal Gurkha Rifles)
- The Queen's Own Gurkha Logistic Regiment (2001-heute)
  - Gurkha Army Service Corps (1958–1965)
  - Gurkha Transport Regiment (1965–1992)
  - Queen's Own Gurkha Transport Regiment (1992–2001)
- Queen's Gurkha Engineers (1977-heute)
  - Gurkha Engineer Training Squadron, Royal Engineers (1948–1951)
  - 50. (Gurkha) Engineer Regiment, Royal Engineers (1951–1955)
  - Gurkha Engineers (1955–1977)
- Queen's Gurkha Signals (1977-heute)
  - Gurkha Signals (1948–1949)
  - Gurkha Royal Signals (1949–1954)
  - Gurkha Signals (1954–1977)
- Gurkha Provost Company, Royal Military Police (1949–1957)
- 17. Gurkha Divisional Provost Company, Royal Military Police (1957–1969)
- 2. Gurkha Parachute Battalion (März–November 1945)
- 3. Gurkha Parachute Battalion (März–November 1945)
- 153. Gurkha Parachute Battalion (1941–1945)
- 154. Gurkha Parachute Battalion (1942–1945)
- Gurkha Independent Parachute Company, Parachute Regiment (ca. 1960–1970)

## Aktuelle Einheiten der Gurkha-Brigade
- 1st, 2nd, 3rd Battalion, The Royal Gurkha Rifles
  - A (Gallipoli) Company, 1st Battalion, The Highlanders (Seaforth, Gordons and Camerons)
  - C Company, 2nd Battalion, The Parachute Regiment
- The Queen's Gurkha Engineers
- The Queen's Gurkha Signals
- Queen's Own Gurkha Logistic Regiment
- The Band of the Brigade of Gurkhas
- Gurkha Company, 3. Battalion, Infantry Training Centre Catterick
- Gurkha Company (Sitang), Royal Military Academy Sandhurst
- Gurkha Wing (Mandalay), Infantry Battle School Brecon
- Brigade of Gurkhas Training Team
- Gurkha Language Wing, Catterick